# Angerona
Angerona ou Angeronia na mitologia romana, é uma deusa, talvez de tristeza escondida.